# Neumünster
Neumünster (dolnoněmecky Niemünster nebo Neemünster) je město s postavením městského okresu v německé spolkové zemi Šlesvicko-Holštýnsko. Po Kielu, hlavním městě spolkové země, a městech Lübeck a Flensburg se jedná o čtvrté největší město spolkové země. Rozkládá se na území 71,6 km² a má přibližně 80 tisíc obyvatel. Neumünster tvoří zároveň součást rozsáhlého Metropolitního regionu Hamburk.

## Historie
První zmínka o osídlení území dnešního Neumünsteru pochází z roku 1127, kdy zde byl vybudován augustiniánský klášter svatým Vicelinem, biskupem z Oldenburgu. Místo neslo název Wippenthorp im Gau Faldera. Současný název města Neumünster odkazuje na název kláštera Novum Monasterium a byl poprvé zmíněn v roce 1136. Roku 1330 byl klášter přestěhován do Bordesholmu. V roce 1498 zde byl vybudován augustiniánský klášter řádových sester Klosterinsel, který po reformaci roku 1566 zanikl. Roku 1503 byla řeka Schwale, na které město leží, přehrazena zdejšími mnichy a vznikl zde rybník. Ten sloužil především k rybolovu a byl na něm vybudován také mlýn. Roku 1637 zasáhl město rozsáhlý požár, který poničil jeho velkou část. V roce 1760 zde byla založena první textilní továrna. V roce 1780 zasáhl město další požár. Roku 1813 byla v Neumünsteru zavedena povinná školní docházka. V roce 1845 byla mezi Neumünsterem a Rendsburgem otevřena železnice. Svou chartu získalo město roku 1870. V druhé polovině 19. století napomohl k rozvoji města především rozmáhající se textilní průmysl a také další rozšiřování železnice. Vznikla tu tak řada továren, které jsou dodnes vyobrazeny v městském znaku. Během první světové války bylo město významné především svým textilním, kožedělným a hutním průmyslem. V průběhu druhé světové války čelilo město několika náletům spojeneckých vojsk. Po válce byl Neumünster součástí britské okupační zóny Německa. V roce 1947 žilo ve městě přibližně 67 tisíc obyvatel. Největšího počtu obyvatel bylo dosaženo v roce 1970, kdy zde žilo kolem 87 tisíc obyvatel. Od 60. let 20. století docházelo k útlumu textilní a kožedělné výroby a od roku 1992 se tato odvětví na ekonomice města již nepodílejí.

## Obyvatelstvo
Až do počátku 19. století žil ve městě malý počet obyvatel (v roce 1803 asi 2600 obyvatel) a město se příliš nerozvíjelo. S příchodem průmyslové revoluce došlo k rozvoji města a v roce 1900 tu žilo již kolem 10 tisíc obyvatel. V roce 1938 bylo k městu připojeno několik obcí a počet obyvatel vzrostl až na 54 tisíc. Po druhé světové válce zde žilo přes 66 tisíc obyvatel. V roce 1972 byly k městu připojeny obce Gadeland a Tugendorf a počet obyvatel vzrostl na historické maximum, a to na 86 745 obyvatel. V roce 2012 zde žilo téměř 77 tisíc obyvatel.

## Osobnosti
- Mona Barthelová
- Heinrich Detering
- Eduard Müller
- Panik (rocková skupina)
- Paul M. Waschkau

## Partnerská města
- Gravesham, Spojené království (od roku 1980)
- Koszalin, Polsko (od roku 1990)
- Parchim, Meklenbursko-Přední Pomořansko, Německo (od roku 1990)
- Giżycko, Polsko (od roku 2000)

## Galerie

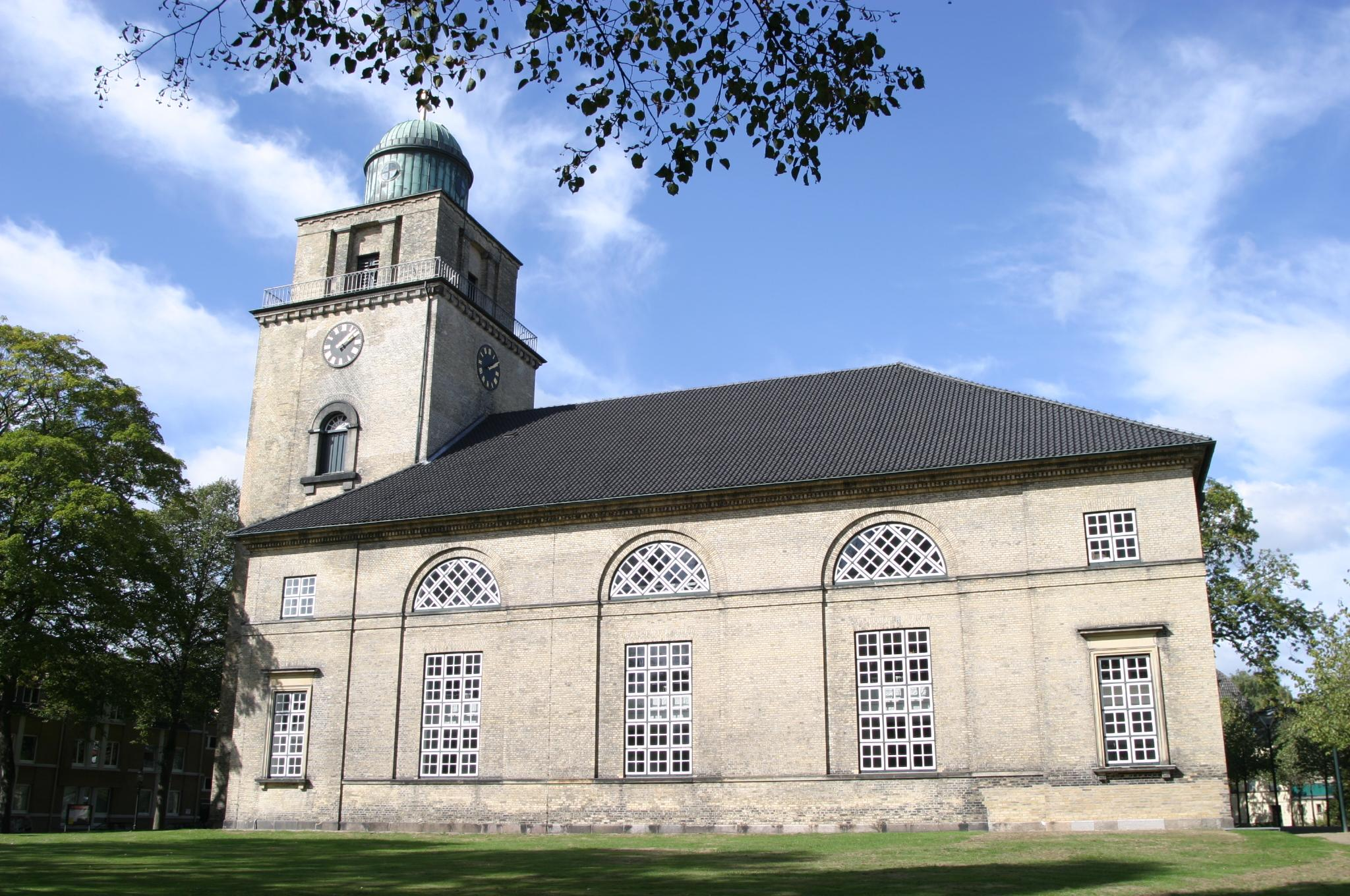
Kostel svatého Vicelina
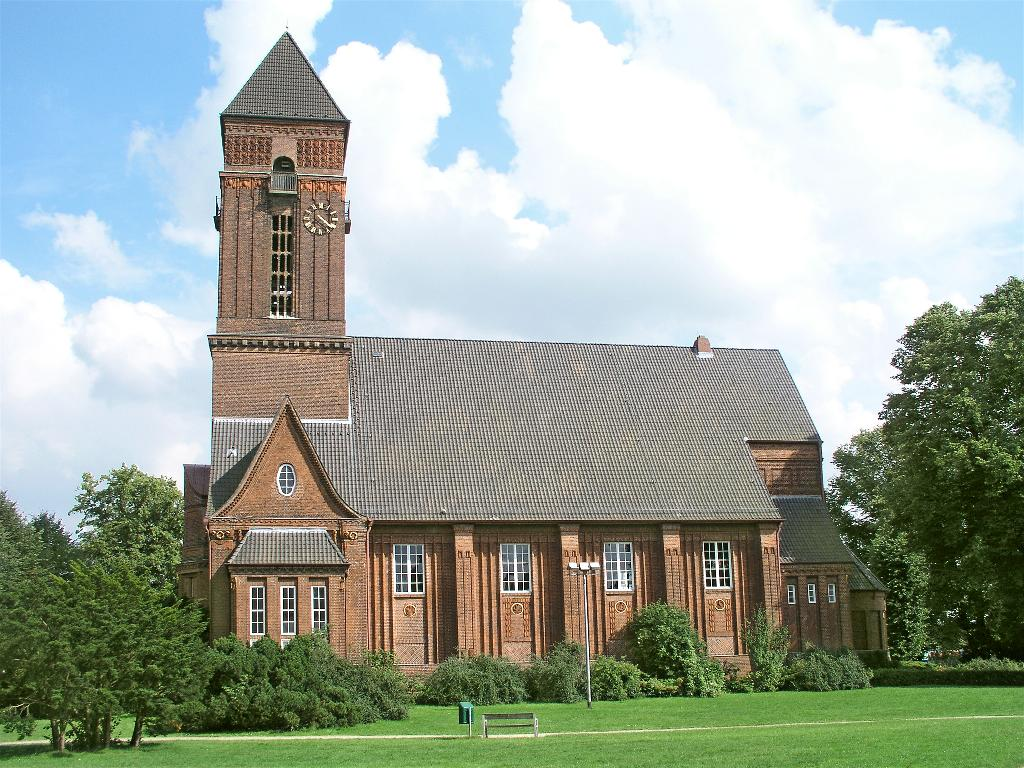
Evangelický kostel
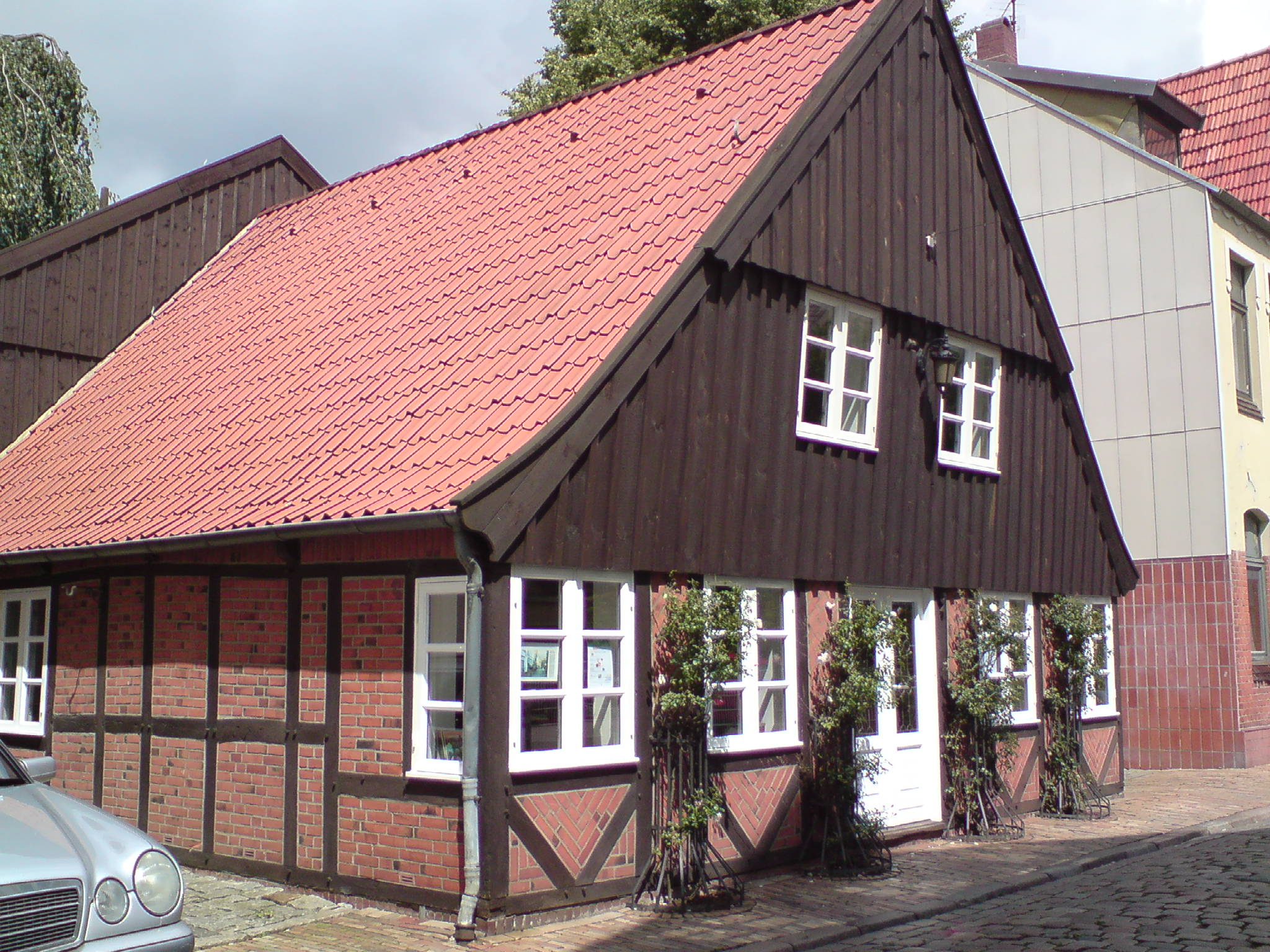
Nejstarší dům v Neumünsteru